# Дай мені з'їсти твою підшлункову (ігровий фільм)
Дай мені з'їсти твою підшлункову (яп. 君の膵臓をたべたい, Kimi no Suizō o Tabetai) — японський фільм 2017 року в жанрах романтика і драма. Ролі грали Хамабе Мінамі, Кітамура Такумі, Кітаґава Кейко та Оґурі Шюн. Режисер — Цукікава Шьо. Фільм засновано на романі 2015 року «Хочу з'їсти твою підшлункову», написаному Суміно Йору.

## Сюжет
Хлопець-інтроверт, Шіґа Харукі (актор Кітамура Такумі), знаходить книжку в приймальні лікарні. Він читає книжку та дізнається, що це щоденник його відомої однокласниці (Хамабе Мінамі). Однокласниця, Ямаучі Сакура, помічає, що він знайшов її щоденник, та розповідає йому свою таємницю — вона хворіє на рак підшлункової залози.
Сакура потім грайливо примушує Харукі бавитись із нею. Спочатку Харукі насилу змушує себе це все робити під приводом того, що він допомагає хворій однокласниці. Проте з часом він теж прив'язується до неї та починає насолоджуватись проведеним разом часом.

## В ролях
- Хамабе Мінамі в ролі Ямаучі Сакури
- Кітамура Такумі в ролі Шіґи Харукі
- Оґурі Шюн в ролі Шіґи Харукі (через 12 років)
- Кітаґава Кейко в ролі Кьоко (через 12 років)
- Отомо Карен в ролі Кьоко
- Ямото Юма в ролі хлопця з жуйкою
- Каміджі Юсуке в ролі хлопця з жуйкою (через 12 років)
- Сакурада Дорі в ролі Такахіро
- Морішіта Дайчі в ролі Куріями
- Наґано Сатомі в ролі матері Сакури

## Прибутки
В Японії фільм зібрав 3,52 мільярда єн (31,38 мільйона доларів), та став там п'ятим найкасовішим фільмом 2017 року, зробленим у самій Японії. Фільм також зібрав 3,6 мільйона доларів у Китаї, 3 457 444$ у Південній Кореї, 277,019$ у Сполучених Штатах Америки та в Канаді, 115,494$ в Іспанії, Таїланді та Австралії. Отже, усього фільм зібрав 39 129 957$ прибутків.

## Нагороди
| Нагорода                                | Номінація                        | Номіновано                       | Результат |
| --------------------------------------- | -------------------------------- | -------------------------------- | --------- |
| 42-а церемонія Hochi Film Award         | Найкраща картина                 | Дай мені з'їсти твою підшлункову | Номінація |
| 42-а церемонія Hochi Film Award         | Найкращий актор другорядної ролі | Оґурі Шюн                        | Номінація |
| 42-а церемонія Hochi Film Award         | Найкращий новий актор            | Хамабе Мінамі                    | Перемога  |
| 42-а церемонія Hochi Film Award         | Найкращий новий актор            | Кітамура Такумі                  | Перемога  |
| 30-а церемонія Nikkan Sports Film Award | Найкращий фільм                  | Дай мені з'їсти твою підшлункову | Номінація |
| 30-а церемонія Nikkan Sports Film Award | Найкраща акторка                 | Хамабе Мінамі                    | Номінація |
| 30-а церемонія Nikkan Sports Film Award | Найкращий новачок                | Хамабе Мінамі                    | Перемога  |
| 30-а церемонія Nikkan Sports Film Award | Найкращий новачок                | Кітамура Такумі                  | Номінація |
| 72-а церемонія Mainichi Film Awards     | Найкращий новий актор            | Кітамура Такумі                  | Номінація |
| 72-а церемонія Mainichi Film Awards     | Найкраща нова акторка            | Хамабе Мінамі                    | Номінація |
| 60-а церемонія Блакитної стрічки        | Найкращий фільм                  | Дай мені з'їсти твою підшлункову | Номінація |
| 60-а церемонія Блакитної стрічки        | Найкращий актор другорядної ролі | Оґурі Шюн                        | Номінація |
| 60-а церемонія Блакитної стрічки        | Найкращий новачок                | Хамабе Мінамі                    | Номінація |
| 60-а церемонія Блакитної стрічки        | Найкращий новачок                | Кітамура Такумі                  | Номінація |
| 27-а церемонія Tokyo Sports Film Award  | Найкращий новачок                | Хамабе Мінамі                    | Номінація |
| 27-а церемонія Tokyo Sports Film Award  | Найкращий новачок                | Кітамура Такумі                  | Номінація |
| 41-а церемонія Japan Academy Prize      | Картина року                     | Дай мені з'їсти твою підшлункову | Номінація |
| 41-а церемонія Japan Academy Prize      | Новачок року                     | Хамабе Мінамі                    | Перемога  |
| 41-а церемонія Japan Academy Prize      | Новачок року                     | Кітамура Такумі                  | Перемога  |